# کری بیکر
کری بیکر (Carey Baker) (زادهٔ ۱۶ مارس ۱۹۶۳)، سیاستمدار آمریکایی است که در حال حاضر به عنوان ارزیابی‌کننده املاک در شهرستان لیک، فلوریدا خدمت می‌کند. وی عضو جمهوری‌خواه پیشین مجلس نمایندگان فلوریدا است. بیکر از ۲۰۰۰ تا ۲۰۰۴ میلادی به عنوان نماینده حوزه انتخابیه ۲۵ام در مجلس نمایندگان فلوریدا و از ۲۰۰۴ تا ۲۰۱۰ میلادی به عنوان نماینده حوزه انتخابیه ۲۰ام در مجلس سنای ایالتی فلوریدا خدمت نمود.
بیکر مالک فروشگاه سلاح ای. دابلیو. پیترسن و سر گروهبان بازنشستهٔ گارد ملی ارتش فلوریدا است. وی نخستین مقام ایالتی یا فدرال بود که همزمان با خدمت در مجلس نمایندگان، در عملیات آزادسازی عراق نیز خدمت نمود.

## اوایل زندگی، تحصیلات و زندگی شخصی
بیکر در اوستیس متولد و بزرگ شد. وی پسر عضو پیشین مجلس نمایندگان ایالت، لیتون بیکر است. خانواده بیکر از ۱۹۵۲ میلادی به این سو مالک فروشگاه اسلحه ای. دابلیو. پیترسن است. بیکر زمانی که ۱۸ سال داشت به کسب‌وکار خانوادگی پیوست و تا امروز این فروشگاه را مدیریت می‌کند. بیکر از دبیرستان تاوارس و کالج لیک-سومتر کمیونیتی فارغ‌التحصیل گردیده‌است.
بیکر همراه با همسرش لوری و سه فرزند خود در اوستیس زندگی می‌کند.

## خدمات نظامی
بیکر هنگامی که هنوز دانشجوی مدرسه بود به گارد ملی ارتش فلوریدا پیوست.
در ۲۰۰۳ میلادی، زمانی که بیکر عضو مجلس نمایندگان فلوریدا بود، به عنوان بخشی از عملیات آزادسازی عراق برای خدمت به عراق اعزام شد. بیکر به عنوان سر گروهبان در گروهان آلفا، گردان دوم، هنگ پیاده ۱۲۴ام که مسئولیت محافظت از یک پایگاه لجستیکی در نزدیکی بلد را داشت، خدمت نمود. این منطقه که در شمال بغداد و در مثلث سنی واقع شده‌است، یکی از خطرناکترین مناطق در عراق است. در جریان دوره خدمت خود، بیکر با چندین خطر بالقوه مواجه شد: در یک رویداد، یک مرمی خمپاره به اتوبوس پر از سربازان اصابت کرد. پایگاهی که بیکر در آن مستقر بود، به‌طور همواره مورد حمله خمپاره‌انداز و راکت قرار داشت. در آخرین روز خدمت وی، موشکی در پایگاه آنها اصابت کرد، اما منفجر نشد.
وی نخستین مقام ایالتی یا فدرال بود که همزمان با خدمت در مجلس نمایندگان، در عملیات آزادسازی عراق نیز خدمت نمود. همکاران بیکر در مجلس نمایندگان، با بسته کردن یک نوار زرد در گرد کرسی وی آنرا در کف مجلس قرار دادند و کرسی وی تا زمان بازگشت بیکر در همان‌جا باقی ماند. در ۲۰۰۴ میلادی، مجلس نمایندگان فلوریدا طرح ۱۷۵۷، قانون پرچم آزادی کری بیکر، را به اتفاق آراء تصویب نمودند. این قانون باعث تعدیل قانون فلوریدا شده و تمامی مؤسسات آموزشی دولتی فلوریدا را ملزم نمود تا پرچم آمریکا را به‌طور همه روزه در تمامی کلاس‌ها به نمایش بگذارند. این پرچم باید ساخت ایالات متحده بوده و به‌طور درست در مطابقت با کد ایالات متحده آمریکا به نمایش درآید. بر اساس این قانون، این پرچم‌ها باید از ۱ اوت ۲۰۰۵ (اما نه دیرتر از آن) در تمامی کلاس‌های درسی به نمایش گذاشته شوند.
در ۲۰۰۷ میلادی، بیکر بخشی از یک تیم سیزده نفره از سربازان گارد ملی ارتش فلوریدا بود که برای آموزش دادن به سربازان کشورهای وابسته به جماهیر شوروی پیشین فرستاده شدند.
بیکر در جریان حرفه نظامی خود از رشته‌های آموزشی و مدارس نظامی متعددی فارغ‌التحصیل گردید، از جمله مدرسه عملیات جنگ ارتش ایالات متحده و مدرسه راهیاب ارتش ایالات متحده. وی پس از بیش از ۳۱ سال خدمت و رسیدن به درجه نظامی سر گروهبان، در ۲۰۱۳ میلادی از ارتش بازنشسته شد.

## حرفه سیاسی
در ۲۰۰۰ میلادی، با اضافه شدن محدودیت در دوره نمایندگی مجلس در قانون اساسی فلوریدا و تصویب آن توسط ۷۷ درصد از رأی‌دهندگان در ۱۹۹۲ میلادی، ۸۳ نماینده مجلس قانون گذاری ایالت فلوریدا مجبور به بازنشستگی شدند. یکی از افراد شامل در این گروه، عضو مجلس استان بینتر اهل اوستیس بود که پس از بازنشسته شدن وی، کرسی نمایندگی حوزه انتخابیه ۲۵ام فلوریدا برای نخستین بار پس از ۱۹۸۶ میلادی برای انتخابات باز شد. حوزه انتخابیه ۲۵ام مشتمل بر قسمت جنوب‌غربی شهرستان ماریون، شرق شهرستان لیک، شمال‌غرب شهرستان سمینول و غرب شهرستان ولوسیا بود.
بیکر به عنوان نامزد جمهوری‌خواه وارد انتخابات شده و بیتر هنسنگر، تاجر اهل شهرستان لیک، را در انتخابات مقدماتی شکست داد. در انتخابات سراسری در نوامبر، وی نامزد دموکرات ریک داور اهل دوباری که مشاور کامپیوتر بود را مغلوب نموده و به عنوان عضو مجلس نمایندگان فلوریدا انتخاب گردید. بیکر در انتخابات بعدی در ۲۰۰۲ میلادی بدون اینکه رقیبی داشته باشد مجدداً به عنوان نماینده انتخاب گردید. هنگام حضور در مجلس نمایندگان فلوریدا، بیکر به عنوان معاون کمیته کیفری کودکان (۲۰۰۱ – ۲۰۰۲ میلادی)، یکی از رؤسای کمیته‌فرعی تخصیصات کشاورزی و محیط زیست (۲۰۰۳ – ۲۰۰۴ میلادی)، به عنوان عضو کمیته سیاست مالی و منابع (۲۰۰۱ – ۲۰۰۲ میلادی)، کمیته بیمه (۲۰۰۱ – ۲۰۰۲ میلادی) و کمیته نیروی کار و مهارت‌های فنی (۲۰۰۱ – ۲۰۰۲ میلادی) خدمت نمود.
آنا کوین، جمهوری‌خواه اهل لیسبرگ که به عنوان عضو مجلس سنا از حوزه انتخابیه بیستم خدمت می‌کرد، در ۲۰۰۴ میلادی اعلام نمود که تصمیم ندارد تا مجدداً در انتخابات مجلس سنا شرکت نماید و در عوض در انتخابات سرپرست مدارس شهرستان لیک شرکت خواهد کرد. بیکر نامزدی خود برای کسب این کرسی مجلس سنا را اعلام نموده و در انتخابات ویژه ۲۰۰۴ برنده شد. وی برای دو دوره کامل دیگر مجدداً در انتخابات‌های ۲۰۰۶ و ۲۰۰۸ میلادی انتخاب گردید. حوزه انتخابیه بیستم مجلس سنا شامل بخش‌های از شهرستان‌های ماریون، سومتر، لیک، ولوسیا و سمینول است. هنگام حضور در مجلس سنای فلوریدا، وی به عنوان رئیس کمیته عملیات حکومتی مجلس سنا، کمیته حمل و نقل مجلس سنا، کمیته کشاورزی سنا و کمیته تخصیص عمومی حکومت مجلس سنا خدمت نمود.
در ۲۰۱۲ میلادی، بیکر با تفاوت اندک متصدی اد هاویل را برای کسب سمت ارزیابی‌کننده املاک شهرستان لیک، فلوریدا مغلوب نمود و در انتخابات ۲۰۱۶ بدون داشتن رقیب مجدداً انتخاب گردید. در ۲۰۱۴، بیکر به عنوان رئیس انجمن ارزیابی‌کنندگان املاک فلوریدا انتخاب گردیده بود.

## فعالیت‌های مقننه
در ۲۰۰۳ میلادی، بیکر لایحه HB 805 را معرفی نمود، لایحه‌ای که خانواده‌های پرسنل نظامی را نیز در برنامه هزینه مدرس خصوصی فلوریدا شامل ساخت. چون در آن زمان بیکر به عراق اعزام شده بود، فرانک اتکیسون این لایحه را به نمایندگی از بیکر ارایه کرد. این لایحه با دریافت ۷۴ رأی موافق در مقابل ۴۲ رأی مخالف، تصویب شد.
در ۲۰۰۴ میلادی، بیکر قانونی را به تصویب رساند که طبق آن هشت مایل از جاده دولتی ۵۰، از مسکوت الی استوکی به «بزرگ‌راه اریک اولایسز رمیرز» تغییر نام داده شد. رمیرز کسی بود که در ۱۹۹۱ میلادی از دبیرستان ماونت دورا فارغ‌التحصیل گردیده و در گارد ملی خدمت می‌کرد. وی در ۱۲ فوریه ۲۰۰۴ در عراق کشته شده بود. او ۳۱ سال عمر داشت.
در ۲۰۰۶ میلادی، بیکر لایحه جستین مک‌ویلیامز را به عنوان قانون به تصویب رساند. این قانون باعث شد تا یک «شکاف حقوقی» در قوانین فلوریدا پر گردیده و قواعد ترافیکی واحد ایالت بر املاک خصوصی نیز قابل اجرا باشد.
در ۲۰۰۷ میلادی، بیکر لایحه‌ای را معرفی نمود که بر اساس آن یک مرخصی مالیات بر فروش از ۱ تا ۱۲ ژوئن ۲۰۰۷ اعلام گردیده و اقلامی که جهت آماده شدن برای تندباد نیاز است از مالیات معاف گردند. انتظار می‌رفت تا این مرخصی تنها در ۲۰۰۷ میلادی، منجر به ۲۵ میلیون دلار صرفه‌جویی برای ساکنین فلوریدا شود.
بیکر برای نخستین بار قانون ممنوعیت پیام‌نوشتن هنگام رانندگی را در ۲۰۰۷ میلادی معرفی کرد. بیکر این قانون را پس از آن معرفی نمود که یک راننده تریلی زمانی که با تلفن خود مشغول بود با اتوبوس دانشجویان تصادم نموده و باعث کشته شدن یک دختر ۱۳ ساله شد.